# Hades (groupe)
Pour les articles homonymes, voir Hadès (homonymie).
Hades est un groupe de thrash metal américain, originaire de Paramus, dans le New Jersey. Il est formé en 1978 par Paul Smith et Dan Lorenzo.

## Biographie

### Première période (1978–1988)
Hades est formé en 1978 par le chanteur Paul Smith et le guitariste Dan Lorenzo, alors qu'ils étaient lycéens à Paramus dans le New Jersey. En ouvrant en 1982 pour Twisted Sister, le groupe se fait remarquer localement et, avec le bassiste Lou Ciarlo et le batteur Tom Coombes, ils enregistrent leur premier disque, un single intitulé Deliver Us from Evil,.
Une apparition sur la compilation Metal Massacre IV ainsi que sur la compilation Born to Metalize augmente la notoriété du groupe et le groupe, alors composé de Dan Lorenzo, de Tom Coombes, du chanteur Alan Tecchio, du guitariste Scott LePage et du bassiste Jimmy Schulman, signe avec la maison de disques Torrid Records pour l'enregistrement, en 1987, de son premier album intitulé Resisting Success. Pour l'enregistrement du deuxième album en 1988 nommé If at First You Don't Succeed, le guitariste Ed Fuhrman remplace Scott LePage,. Le groupe tournera en Europe puis se séparera à la fin de la tournée.

### Deuxième période (1994–2002)
En 1994, le groupe se reforme et sort un nouvel album, Exist to Resist.  En 1999 le groupe signe avec le label Metal Blade Records et entre en studio pour enregistrer l'album $avior$elf. En 2000, le groupe sort l'album Downside suivi d'un tournée dont un passage lors du festival Wacken Open Air de 2000 en Allemagne. En 2000, un le batteur Ron Lipnicki entre dans le groupe et le groupe retrouve le bassiste Jimmy Schulman. En 2001, Hades sort DamNation.

### Troisième période (depuis 2009)
En 2009, le groupe retrouve le batteur Tom Coombs et Scott LePage à la guitare, puis effectue l'année suivante, deux concerts notamment au festival Keep It True, en Allemagne,.
En 2011, ils annoncent le retour d'Ed Fuhrman, au lieu de LePage, et l'arrivée du bassiste Kevin Bolembach, ancien membre de Non-Fiction avec Dan Lorenzo ; ils annoncent la sortie d'un DVD live intitulé Live in Germany qui comprend des concerts au Wacken Open Air en 2000, et au Bang Your Head !!! en 2010,. L'année suivante, en 2012, à l'occasion de la vingt-cinquième année de leur premier album, ils annoncent leur participation au Headbangers Open Air,, mais est annulée par la suite par Dan Lorenzo, qui pensait ne pas avoir assez de temps pour se préparer à l'événement dans lequel il devait jouer des vieux morceaux techniquement complexes.

## Membres

### Membres actuels
- Alan Tecchio - chant (1985-1989, 1991, 1994, 1998-2002, 2004, depuis 2009)
- Dan Lorenzo - guitare (1978-1989, 1991, 1994, 1998-2002, 2004, depuis 2009)
- Ed Fuhrmann - guitare (1987-1989, 1991, 1994, 1998-2002, 2004, depuis 2011)
- Kevin Bolembach – basse (depuis 2011)
- Tom Coombs – batterie (1982-1989, 1991, 1994, depuis 2009)

### Anciens membres
- Anthony Vitti – basse (1982)
- Lou Ciarlo – basse (1983-1984)
- Jimmy Schulman – basse (1985-1989, 1991, 2000-2002, 2004, 2009-2011)
- Dave Lescinsky – batterie (1998-2000)
- Ron Lipnicki – batterie (2000-2002, 2004)
- Joe Casili – guitare (1982-1984)
- Scott LePage – guitare (1985-1987, 2009-2011), basse (1994, 1998-2000)
- Paul Smith – chant (1982-1984)

## Discographie

### Albums studio
- 1987 : Resisting Success
- 1988 : If at First You Don't Succeed...
- 1995 : Exist to Resist
- 1999 : $avior$elf
- 2000 : The Downside
- 2001 : DamNation

### Singles
- 1982 : Deliver Us from Evil
- 1985 : The Cross

### Albums live
- 1991 : Live on Location

### Compilations
- 1998 : The Lost Fox Studio Sessions
- 2000 : Nothing Succeeds Like Success
- 2002 : 1982-2002

### Démos
- 1983 : Demo I
- 1984 : Demo II
- 1985 : Demo at Fox Studios